# DRK-Hilfszug
Der DRK-Hilfszug existierte von 1953 bis 2007 und war während dieser Zeit die einzige überregional aufgestellte Einheit des Zivil- und Katastrophenschutzes in Deutschland. Er wurde vom Deutschen Roten Kreuz (DRK) auf Anregung des Internationalen Komitees vom Roten Kreuz (IKRK) mit Unterstützung des Bundesinnenministeriums ab 1953 aufgebaut und im Zuge von neuen Konzepten im deutschen Katastrophenschutz 2007 aufgelöst. Der DRK-Hilfszug besaß Teileinheiten für die Bereiche Sanitätsdienst, Betreuungsdienst, Pflege- und Pflegehilfsdienst, Technischer Dienst sowie Fernmeldedienst und konnte damit sowohl in Zusammenarbeit mit den lokalen und regionalen Einheiten des Katastrophenschutzes als auch autark tätig sein. Er bestand aus neun Abteilungen an verschiedenen Standorten in Deutschland, von denen jede eine Stärke von 104 Helfern aufwies.

## Geschichte

### 1952 bis 1968 - Von der Gründung bis zum Aufbau des Katastrophenschutzes
1952 veranlasste das Internationale Komitee vom Roten Kreuz (IKRK), vor allem aufgrund der Erfahrungen im Zweiten Weltkrieg, bei den nationalen Rotkreuz-Gesellschaften mehrerer Länder die Aufstellung von überregionalen Einheiten zur Hilfeleistung auf nationaler und internationaler Ebene. Diese Einheiten sollten schnell einsetzbar sowie dezentral organisiert sein und selbstständig tätig werden können. Die Ideen des IKRK wurden vom DRK in Zusammenarbeit mit dem Bundesinnenministerium ab 1953 in Form des DRK-Hilfszuges umgesetzt. Die Bundesregierung war dabei insbesondere an einer Beteiligung des Hilfszuges am damals sich im Aufbau befindlichen Zivilen Bevölkerungsschutz interessiert und unterstützte deshalb die Einrichtung des Hilfszuges finanziell. 1962 folgte im Rahmen der Sturmflutkatastrophe in Hamburg der erste große Einsatz des Hilfszuges auf nationaler Ebene. Mehrere Staffeln leisteten in Hamburg sowie den angrenzenden Ländern Niedersachsen und Schleswig-Holstein vor allem betreuungsdienstliche und technische Hilfe. Ein ähnlicher Einsatz führte 1965 die Hilfszugstaffel IV aus Westfalen-Lippe nach Ostwestfalen.
Die damalige Planung sah zwölf Staffeln an verschiedenen Standorten vor, die entsprechend ihrer Priorität in A-, B- und C-Staffeln eingeteilt wurden. Beim Aufbau wurden zunächst nur die A-Staffeln voll aufgestellt und ausgestattet, während die B- und C-Staffeln anfangs nur teilweise ausgestattet waren. Zwei Staffeln wurden kurze Zeit später wieder aufgegeben, so dass der Hilfszug lange Zeit aus insgesamt zehn Staffeln bestand. Es zeigte sich bald, dass der Schwerpunkt der Tätigkeit neben dem Sanitätsdienst im Bereich des Betreuungsdienstes lag. In den 1960er Jahren war darüber hinaus auch der Strahlenschutzdienst ein weiteres wichtiges Aufgabenfeld. Die Hilfszugstaffeln verfügten dazu über einen Strahlenschutzzug mit der entsprechenden technischen Ausstattung.

### 1968 bis 1980 - Zunahme der Auslandseinsätze
Mit dem Aufbau des Katastrophenschutzes in Deutschland basierend auf dem „Gesetz über die Erweiterung des Katastrophenschutzes“ 1968, verschob sich der Aufgabenschwerpunkt des Hilfszuges weiter hin zum Betreuungsdienst und zur Unterstützung der Einheiten des regulären Katastrophenschutzes. Die Staffeln wurden umgewandelt in zehn Abteilungen. Das DRK nutzte den Hilfszug ab dieser Zeit verstärkt für seine Auslandshilfe, so dass die Zahl der Auslandseinsätze deutlich zunahm. Diese führten den Hilfszug unter anderem nach Ostpakistan, Bangladesch, Angola, Peru, Nicaragua, Vietnam und in die Türkei.

### 1980 bis 1995 - Der Hilfszug-Vertrag
Im Jahr 1980 kam es für den DRK-Hilfszug zu einer wichtigen Veränderung, als zwischen dem DRK-Präsidium und dem Bundesinnenministerium der sogenannte Hilfszug-Vertrag geschlossen wurde. Mit diesem Vertrag verpflichtete sich die Bundesregierung, den Hilfszug mit jährlichen Zahlungen von rund 2,8 Millionen D-Mark zu unterstützen. Sie erhielt dafür das Recht, einen Hilfszugeinsatz im Bereich des Zivilschutzes oder der humanitären Hilfe im Ausland anfordern zu können. Dies räumte darüber hinaus auch anderen Behörden, vor allem den Bundesländern, über den Weg der Amtshilfe nach Artikel 35 des Grundgesetzes ebenfalls die Möglichkeit zur Anforderung ein. Diese Regelung erwies sich jedoch in der Folgezeit auch als nachteilig für die Finanzierung, da eine wünschenswerte Beteiligung der Länder an den Vorhaltekosten eine unzulässige Doppelfinanzierung dargestellt hätte.
Zu den Einsätzen des Hilfszuges in dieser Zeit zählt unter anderem die Beteiligung an Hilfsgüter-Transporten nach Polen 1980/81, an den Hilfsaktionen nach dem Erdbeben von Spitak 1988 und an der Unterbringung und Versorgung von DDR-Übersiedlern 1989 vor allem in Bayern. 1993 beschloss das DRK ein neues Stärke- und Ausstattungskonzept für den Hilfszug, durch das dieser verkleinert und in seiner Ausstattung modernisiert werden sollte. Zwei Jahre später kam es zur Kündigung des Hilfszug-Vertrages durch das Bundesinnenministerium. Bis März 1998 beteiligte sich die Bundesregierung noch zur Hälfte an den Kosten für den Unterhalt des Hilfszuges. Seitdem erfolgt die Finanzierung ausschließlich aus organisationseigenen Mitteln und ohne öffentliche Zuschüsse. Mit der Kündigung des Vertrages entfiel für die Bundesregierung und die Bundesländer auch der vertraglich fixierte Anspruch auf einen Einsatz des Hilfszuges nach Anforderung.

### 1995 bis 2007 - Die Neukonzeption
Aus dem Wegfall der öffentlichen Finanzierung resultierte eine Reduzierung der Kapazität des Hilfszuges auf etwa ein Drittel seiner bisherigen Ausstattung sowie im Hinblick auf die Kooperation mit den Einheiten des Katastrophenschutzes eine weitere Konzentration auf bestimmte Kernaufgaben. Die Umstellung auf das neue Finanzierungs- und Ausstattungskonzept wurde im Jahr 2000 nahezu vollständig abgeschlossen. Die Leistungsfähigkeit des Hilfszuges war nun ausgerichtet auf die Versorgung von etwa 10.000 Personen. Zusätzlich wurde der Aufbau der Abteilungen weiter modularisiert als bisher, so dass auch Teile von Hilfszug-Abteilungen in Kooperation mit den örtlichen Katastrophenschutzeinheiten tätig werden konnten. Während des Elbehochwassers im Jahr 2002, dem größten Einsatz in der Geschichte des DRK nach dem Zweiten Weltkrieg, waren die Hilfszugabteilung III (Rheinland-Pfalz) in Dessau und Magdeburg, die Hilfszugabteilung IV (Westfalen) in Schönebeck, die Hilfszugabteilung V (Hessen) in Dresden und die Hilfszugabteilung VIII (Niedersachsen) in Jesteburg im Einsatz, weitere Abteilungen beteiligten sich an Transport von Einsatzmaterial in das Katastrophengebiet oder waren in Bereitschaft.

### 2007 bis 2010 - Auflösung
Anfang 2007 wurden die Auflösung des DRK-Hilfszuges in der bestehenden Form beschlossen. Neben finanziellen Gründen waren dafür wohl auch die neuen Strukturen des Zivil- und Katastrophenschutzes ausschlaggebend. Der DRK-Bundesverband konzentriert seine Vorhaltung für die Katastrophenhilfe im In- und Ausland im neuen Logistikzentrum am Flughafen Schönefeld in Berlin. Material und Fahrzeuge des Hilfszuges gingen zum Teil an die DRK-Landesverbände über, die in eigener Regie eine eigene Vorhaltung aufbauten. Manche Landesverbände übernahmen dabei weitgehend die Strukturen der jeweiligen Hilfszugabteilung, während andere eine eigene Einsatzreserve aufbauten, ohne ehemaliges Hilfszugmaterial oder Fahrzeuge zu übernehmen. Anfang 2010 war der Hilfszug komplett aufgelöst.

## Einsätze und Aufgaben
Zentrale Aufgabe des DRK-Hilfszuges war die Unterstützung des regulären Zivil- und Katastrophenschutzes bei Großschadensereignissen, Gefahrenlagen und Zivilschutzsituationen. Der DRK-Hilfszug wurde dabei nach Anforderung insbesondere dann tätig, wenn die lokal und regional aufgestellten Einheiten des Zivil- und Katastrophenschutzes aufgrund des Umfangs oder der Dauer des Einsatzes ihre Kapazitätsgrenzen erreicht hatten. Der DRK-Hilfszug konnte darüber hinaus, auf Anforderung des IKRK, der Internationalen Föderation der Rotkreuz- und Rothalbmond-Gesellschaften, von ausländischen nationalen Rotkreuz- und Rothalbmond-Gesellschaften und der Bundesregierung im Rahmen des „EU-Gemeinschaftsverfahrens zur gegenseitigen grenzüberschreitenden Hilfe der EU-Länder“ auch international eingesetzt werden.
In der zuletzt gültigen Konzeption des Hilfszuges konzentrierten sich seine Aufgaben auf die Durchgangsphase eines Betreuungseinsatzes. Er wurde damit in dieser Phase im Bedarfsfall unterstützend zu den Betreuungseinheiten des regulären Katastrophenschutzes tätig, welche die Auffangphase bewältigten. Eine einzelne Hilfszug-Abteilung konnte, auch längerfristig, die Unterbringung und Versorgung von ca. 1.000 hilfsbedürftigen Menschen übernehmen. Die durch Vorratslagerung und vertraglich garantierte Lieferfristen mit Großmärkten realisierte Lebensmittelreserve betrug mindestens drei Tage. Die Ausstattung einer Abteilung ermöglichte daneben auch den Aufbau und den Betrieb eines Pflegebereiches mit 45 Betten je Abteilung sowie die autarke Errichtung der notwendigen Infrastruktur für Kommunikation, Transport, Stromversorgung und die Bereitstellung von täglich bis zu 150.000 Litern Trinkwasser. Jede Hilfszug-Abteilung war in ihrem Ausrückbereich innerhalb von zwölf Stunden nach Alarmierung einsatzbereit, für Einsätze außerhalb des eigenen Bereiches existierte keine festgelegte Hilfsfrist.

## Gliederung und Standorte
Der DRK-Hilfszug bestand aus zuletzt neun Abteilungen (die Abteilung 10 in Bayern wurde schon Ende der 1980er Jahre aufgelöst) an verschiedenen Standorten in Deutschland. Jede Abteilung hatte eine Sollstärke von 104 Helfern (zzgl. weiteren Helfern an manchen Standorten, siehe unten) und verfügte damit über die personelle Ausstattung von ca. drei Zügen. Je nach Standort war eine Doppel- oder Dreifachbesetzung vorgesehen. Der DRK-Hilfszug war damit entgegen seiner Bezeichnung hinsichtlich seiner Größenordnung ein Großverband (Verband III). Neben einem gemeinsamen Einsatz aller Abteilungen unter Führung der Hilfszug-Zentralabteilung konnte jede Abteilung auch selbstständig tätig sein. Der DRK-Hilfszug verfügte über insgesamt rund 290 Fahrzeuge. Zur materiellen Ausstattung gehörten beispielsweise pro Abteilung 36 Unterkunftszelte (SG-Zelte) mit je ca. 30 Quadratmetern und acht Unterkunftszelte mit je 20 Quadratmetern Nutzungsfläche, 1.500 Schlafsäcke, 500 Feldbetten, 90 Krankenbetten, sowie eine Grundausstattung von Bekleidung, Hygieneartikeln und Essgeschirr für 1.500 Personen.
Die Abteilungen gliederten sich jeweils in die folgenden Komponenten:
- Abteilungsführung mit
  - einer Führungsgruppe
  - einer Kommunikationsgruppe (mit zusätzlichem Trupp Fernmeldezentrale an einigen Standorten)
  - einer Transportgruppe
- fünf Betreuungsgruppen für die Unterbringung und soziale Betreuung von Betroffenen
- eine Verpflegungsgruppe (mit zusätzlicher Gruppe Küchencontainer an einigen Standorten)
- eine Ambulanz- und Pflegegruppe
- eine Sanitätsgruppe
- Technischer Dienst mit
  - einer Trinkwasseraufbereitungsgruppe (entsprechend internationalem Standard „Emergency Response Unit Specialized Water“)
  - einer Elektrogruppe
  - einer Technischen Gruppe
  - einer Instandsetzungsgruppe (nicht in allen Abteilungen)

Die Mitglieder der Hilfszugabteilungen waren ehrenamtliche Helfer aus den DRK-Gemeinschaften aus der Umgebung des jeweiligen Standortes. Die Besetzung und Ausbildung der Teileinheiten oblag in der Regel vollständig jeweils einem DRK-Kreisverband. Im Regelfall waren alle Positionen des Hilfszugs mindestens zweifach besetzt, um sicherzustellen, dass im Einsatzfall ausreichend Helfer zur Verfügung standen.
Die Standorte der Hilfszug-Abteilungen waren bis Anfang 2007:
- I - Meckenheim-Merl (DRK-Präsidium)
- II - Kirchheim/Teck (LV Baden-Württemberg)
- III - Sprendlingen (LV Rheinland-Pfalz)
- IV - Nottuln (LV Westfalen-Lippe)
- V - Fritzlar (LV Hessen)
- VI - Mönchengladbach (LV Nordrhein)
- VII - Raisdorf (LV Schleswig-Holstein)
- VIII - Hannover (LV Niedersachsen)
- IX - Hamburg (LV Hamburg)
- X - Baar-Ebenhausen (Bayerisches Rotes Kreuz) (bereits Ende der 1980er Jahre aufgelöst)

Nach der Wiedervereinigung wurde zunächst der ehemalige Hilfszug des Deutschen Roten Kreuzes der DDR mit Standort in Leipzig übernommen, aber später aufgelöst.

## Ausstattung
Kraftfahrzeuge einer Hilfszugabteilung:
- schwere Lastkraftwagen
- LKW-Anhänger
- Klein-LKW (Transporter Doppelkabine)
- Mannschaftstransportfahrzeug
- Führungsfahrzeug
- Krad
- Krankentransportwagen (Allrad)
- Katastrophenschutz-Anhänger mit Material einer mobile Sanitätsstation
- Anhänger Ersatzstromerzeuger
- Fernsprechbauwagen
- Trinkwasseraufbereitungsanlage (Kleintransporter mit Anhänger)
- Trinkwassercontainer, Trinkwasserbehälter
- Feldküchen (Anhänger)
- Küchencontainer (nur teilweise vorhanden)
- Instandsetzungscontainer (nur teilweise vorhanden)

Für den Einsatz wurden die zentral vorgehaltenen Fahrzeuge der Hilfszugabteilung durch Fahrzeuge der DRK-Kreisverbände ergänzt, insbesondere für den Personaltransport.
Material im Lager einer Hilfszugabteilung:
- Decken
- Schlafsäcke
- Feldbetten, Etagenbetten
- Zelte verschiedener Größe
- Zeltheizgeräte
- Notbekleidung für Betroffene
- Sanitätsmaterial
- Hygienematerial
- Betreuungsausstattung
- Küchenausstattung
- Trinkwasseraufbereitungsanlagen
- Pflegeausstattung mit 30 Pflegebetten und Pflegebedarf
- technisches Gerät wie Stromerzeuger, Beleuchtungsmaterial